# Facharzt für Radiologie
Facharzt für Radiologie, auch Radiologe/Radiologin, ist in Deutschland die offizielle Bezeichnung für einen Facharzt, der sich auf die ärztliche Tätigkeit im Gebiet Radiologie spezialisiert hat.

## Gebiet Radiologie
Das Gebiet Radiologie umfasst nach der Definition der deutschen Weiterbildungsordnung von 2018 die Erkennung von Krankheiten mit Hilfe ionisierender Strahlen, kernphysikalischer und sonographischer Verfahren sowie die Anwendung interventioneller, minimal-invasiver radiologischer Verfahren in der Erwachsenen-, Kinder- und Neuroradiologie sowie die Belange des Strahlenschutzes.

## Facharzt-Weiterbildung
Um in Deutschland Facharzt für Radiologie werden zu können, muss nach dem Abschluss eines Medizinstudiums und erteilter Approbation als Arzt eine mindestens fünfjährige Weiterbildung in Radiologie mit Erfolg absolviert worden sein. Die Berechtigung zur Führung einer Facharzt- oder Zusatzbezeichnung wird nach einer mündlichen Prüfung von der zuständigen Landesärztekammer erteilt.
Die Weiterbildung muss an zugelassenen Weiterbildungsstätten absolviert werden: mindestens
- 60 Monate Radiologie, davon können zum Kompetenzerwerb abgeleistet werden:
  - bis zu 12 Monate Weiterbildung in anderen Gebieten der unmittelbaren Patientenversorgung.

Bei der Anmeldung zur Weiterbildungsprüfung müssen der zuständigen Ärztekammer sämtliche Nachweise über die erfüllten Mindestanforderungen vorgelegt werden. Dazu gehören auch die Logbuch-Dokumentationen über alle durch die Musterweiterbildungsordnung vorgegebenen Inhalte der Weiterbildung. Zur Weiterbildungsprüfung muss man darlegen, dass man über die entsprechenden Kenntnisse, Erfahrungen und Fertigkeiten im Fach verfügt.

### Inhalte der Weiterbildung
Zur Weiterbildungsprüfung muss dargelegt werden können, dass man Kenntnisse, Erfahrungen und Fertigkeiten unter anderem in folgenden Bereichen erlangt hat:
- Indikationsstellung für alle radiologischen bildgebenden und interventionellen/endovaskulären bildgestützten Verfahren
- Strahlenschutz
- Kontrastmittel
- Gerätetechnik insbesondere Radiographie, Fluoroskopie, CT, MRT, funktionelle MRT, MR-Spektroskopie, Sonographie
- Radiologie in der Notfallsituation
- Kommunikation/Patientenaufklärung
- Indikation, Durchführung und Befunderstellung
  - Bildgebung mit ionisierender Strahlung einschließlich Computertomographie und Digitaler Volumentomographie
  - Magnetresonanztomographie
  - Sonographie
  - Interventionelle Radiologie
  - Bildgebung an der Mamma[1]

Die Inhalte der Musterweiterbildungsordnung sind allerdings nur eine Empfehlung für die rechtsverbindlichen Weiterbildungsordnungen der Landesärztekammern, die hiervon abweichende Regelungen treffen können.

## Schwerpunkt-Weiterbildungen
Radiologen und Radiologinnen können sich in den Schwerpunkten Neuroradiologie und Kinder- und Jugendradiologie weiterbilden.

## Zusatzweiterbildungen
Fachärzte für Radiologie haben die Möglichkeit, sich durch Zusatzweiterbildung weiter zu qualifizieren. Hierzu gehören die Zusatz-Weiterbildungen Nuklearmedizinische Diagnostik für Radiologen sowie die Zusatzweiterbildungen, die Fachärzten der Gebiete der unmittelbaren Patientenversorgung vorbehalten sind.

### Zusatzweiterbildung Nuklearmedizinische Diagnostik für Radiologen
Voraussetzungen für die Zusatzbezeichnung Nuklearmedizinische Diagnostik für Radiologen sind
- die Facharztanerkennung für Radiologie und zusätzlich
- 24 Monate Nuklearmedizinische Diagnostik für Radiologen unter Befugnis an Weiterbildungsstätten
- Nachweis der unter Befugnis erlangten Kenntnisse, Erfahrungen und Fertigkeiten in Nuklearmedizinischer Diagnostik für Radiologen gemäß den in der Weiterbildungsordnung beschriebenen Inhalten der Zusatz-Weiterbildung:[2]